# Revista médica
Una revista médica, o revista biomédica, es una revista científica dedicada al campo de la Medicina y de la Salud Pública. La mayoría están publicadas por organizaciones o sociedades relacionadas con las ciencias de la salud y sus artículos están sujetos a revisión por pares como método de control de la calidad y veracidad de los contenidos.

## Normas de publicación
Las revistas biomédicas, están sujetas a unas normas de publicación que recogen cómo debe prepararse un manuscrito para poder ser publicado, los aspectos sobre la edición y publicación de los artículos y las consideraciones éticas que deben seguir en la comunicación de sus resultados. Estas normas son conocidas como Normas de Vancouver (por la ciudad canadiense donde fueron consensuadas por primera vez), aunque formalmente se denominan “requisitos de uniformidad para manuscritos enviados a revistas biomédicas” (Uniform Requirements for Manuscripts Submitted to Biomedical Journals).

## Tipología documental
La mayoría de revistas biomédicas incluyen varios tipos de artículos. Según la estructura, enfoque, contenido, características intelectuales y finalidad del documento, se pueden clasificar en: 
- Editorial
- Carta al director
- Carta científica
- Original (de investigación y de opinión)
- Revisión (revisión narrativa, revisión sistemática y metaanálisis)
- Notas técnicas

Las revistas médicas también pueden incluir, por ejemplo, casos clínicos, imágenes clínicas de interés, guías clínicas, reseñas bibliográficas, etc. Algunas revistas, en formato electrónico, publican en línea material multimedia.

## Clasificación bibliométrica
Al igual que otras revistas científicas, las revistas médicas se clasifican mediante indicadores biliométricos; entre estos, el más conocido y utilizado es el factor de impacto, o índice de impacto, relacionado con la probabilidad de que un artículo publicado en la revista sea citado en otro estudio, como fundamento de algún dato u opinión. Este indicador tiene una influencia enorme, pero controvertida, en cuanto a la forma en que las publicaciones científicas de investigación son percibidas y evaluadas. 
Cada año es calculado por el Instituto para la Información Científica (Institute for Scientific Information, ISI), propiedad de la empresa Thomson Reuters, para aquellas publicaciones a las que da seguimiento, las cuales son publicadas en un informe de citas llamado Journal Citation Report (JCR).

### Revistas biomédicas Iberoamericanas clasificadas por materias e indizadas en la JCR
Listado de revistas por materias, recogiendo aquella que presenta mayor factor de impacto (FI) en el año 2010 (algunas revistas pueden clasificarse en más de una materia):
- Adicciones: Adicciones, España (FI 1,127)
- Alergología: Journal of Investigational Allergology and Clinical Immunology, España (FI 1,489)
- Atención primaria de la salud: Atención Primaria, España (FI 0,619)
- Biología: International Journal of Developmental Biology, España (FI 2,856)
- Ciencia y tecnología de los alimentos: CYTA-J Food, España (FI 0,900)
- Ciencias del deporte: Revista Internacional de Medicina y Ciencias de la Actividad Física y del Deporte, España (FI 0,380)
- Cirugía: Revista Brasileira de Cirurgia Cardiovascular, Brasil (FI 0,963)
- Dermatología: Anais Brasileiros de Dermatologia, Brasil (FI 0,337)
- Endocrinología y metabolismo: Arquivos Brasileiros de Endocrinologia e Metabologia, Brasil (FI 1,003)
- Enfermedades infecciosas: Aids Reviews, España (FI 4,786)
- Enfermería: Revista Latino-Americana de Enfermagem, Brasil (FI 0,856)
- Farmacología y farmacia: Drug News & Perspectives, España (FI 2,598)
- Fisiología: Journal of Physiology and Biochemistry, España (FI 1,357)
- Fisioterapia: Revista Brasileira de Fisioterapia, Brasil (FI 0,368)
- Gastroenterología y Hepatología: Annals of Hepatology, México (FI 1,867)
- Genética y herencia: Genetics and Molecular Research, Brasil (FI 1,013)
- Historia de la medicina: Dynamis, España (FI 0,032)
- Inmunología: Aids Reviews, España (FI 4,786)
- Medicina de cuidados críticos: Medicina Intensiva, España (FI 1,496)
- Medicina de urgencia: Emergencias, España (FI 3,085)
- Medicina general e interna: Clinics, Brasil (FI 1,422)
- Medicina, investigación y experimental: Brazilian Journal of Medical and Biological Research, Brasil (FI 1,150)
- Medicina tropical: Memorias do Instituto Oswaldo Cruz, Brasil (FI 2,058)
- Microbiología: Enfermedades Infecciosas y Microbiología Clínica, España (FI 1,656)
- Neumología: Revista Portuguesa de Pneumologia, Portugal (0,355)
- Neurociencias: Neurocirugía, España (FI 0,366)
- Neurología clínica: Revista de Neurología, España (FI 1,218)
- Nutrición y dietética: Nutrición Hospitalaria, España (FI 0,926)
- Obstetricia y ginecología: Ginecología y Obstetricia Clínica, España (FI 0,054)
- Odontología, cirugía oral y medicina: Medicina Oral, Patología Oral y Cirugía Bucal, España (FI 1,071)
- Oftalmología: Arquivos Brasileiros de Oftalmologia, Brasil (FI 0,397)
- Oncología: Clinical & Translational Oncology, España (FI 1,254)
- Parasitología: Memorias do Instituto Oswaldo Cruz, Brasil (FI 2,058)
- Patología: Histology and Histopathology, España (FI 2,502)
- Pediatría: Jornal de Pediatria, Brasil (FI 1,065); Anales de Pediatría, España (FI 0,722)
- Psicología: Anales de Psicología, España (FI 1,338)
- Psiquiatría: Revista Brasileira de Psiquiatría, Brasil (FI 1,593)
- Radiología, Medicina Nuclear e Imagen Médica: Revista Española de Medicina Nuclear, España (FI 0,770)
- Reumatología: Acta Reumatologica Portuguesa, Portugal (FI 0,451)
- Salud pública, ambiental y ocupacional: Gaceta Sanitaria, España (FI 1,114)
- Sistema cardiaco y cardiovascular: Revista Española de Cardiología, España (FI 2,157)
- Toxicología: Journal of Venomous Animals and Toxins including Tropical Diseases, Brasil (FI 0,302)
- Urología y nefrología: International Braz J Urol, Brasil (FI 1,397)
- Archivos de Medicina: iMedPub (FI 1,129)

## Revistas médicas acogidas a la iniciativa deAcceso Libre
El término Acceso Libre (Open Access) se utiliza para definir plataformas de acceso a fuentes de información editadas en formato electrónico. El acceso se realiza a través de Internet, permitiendo realizar búsquedas, lectura, recuperación de documentos, copia, impresión, distribución y enlace a los textos completos de las fuentes documentales, mediante un sistema de acceso libre, directo, permanente y gratuito.
Este movimiento de Acceso Libre, The Open Access Iniciative (OAI), en las ciencias de la salud, supone además un compromiso con la calidad de contenidos, por lo que es compatible con la revisión por pares, la impresión, la preservación de contenidos y otras características asociadas a la literatura académica convencional. El hecho principal se encuentra en que el lector no se encuentra obligado a pagar por el acceso a la información, disminuyendo así las barreras para la investigación frente a las restricciones de acceso y difusión de sus resultados impuestas por los sistemas más convencionales de los grupos editoriales.

### Principales plataformas de Acceso Libre que recogen revistas biomédicas
- BioMed Central: revistas sobre biomedicina
- Dialnet: plataforma multidisciplinar de revistas españolas
- Directory of Open Access Journals (DOAJ): plataforma multidisciplinar
- eRevistas: plataforma multidisciplinar de revistas iberoamericanas
- Latindex: plataforma multidisciplinar de revistas iberoamericanas
- Public Library of Science (PloS): plataforma multidisciplinar
- PubMed Central: revistas sobre biomedicina
- Scientific Electronic Library Online (SciELO): plataforma multidisciplinar
- Medes: Librería electrónica de artículos médicos en español
- SEDICI: repositorio institucional multidisciplinar de la Universidad Nacional de La Plata